# Danilo Danev
Danilo Danev (Kontovelj kraj Trsta, 29. travnja 1915. — Zagreb, 3. studenoga 1988.), hrvatski skladatelj, dirigent i glazbeni pedagog, sudionik pokreta otpora. Istakao se kao zborovođa.

## Životopis
Rodio se u selu kraj Trsta. Od mjesnog župnika dobio prvu glazbenu pouku u orguljanju. U Trstu je pohađao tečaj za crkvenu glazbu i orgulje u Gradskoj glazbenoj školi. Na Ateneo musicale »Giuseppe Tartini« studirao kompoziciju i dirigiranje, a svirati glasovir i violinu učio je privatno. Dok je studirao, prišao je pokretu otpora. Vodio je ilegalne rodoljubne pjevačke zborove u Slovenskom primorju i Istri. Uhićen je 1940., a 1941. je zatočen u koncentracijskom logoru Ariano-Irpino. Nakon pada Italije bježi iz logora te pristupa partizanima u Bariju. Otamo je upućen na Vis, pa u Split. Ondje je bio dirigent u Kazalištu narodnog oslobođenja Dalmacije, a predavao je i na tečaju za mlade zborovođe. Obnašao je dužnost direktora Narodnog kazališta u Šibeniku, gdje je pokrenuo i dirigirao Gradskim amaterskim orkestrom, radio u Gradskoj glazbenoj školi i bio umjetnički voditelj KUD »Kolo«. U Zagrebu je bio korepetitor i voditelj opernog zbora HNK, pa nastavnik u učiteljskoj školi, te je dirigirao u nekoliko pjevačkih zborova.

## Vanjske poveznice
- Danilo Danev u internetskoj bazi filmova IMDb-u (engl.)